# David Dicks
David Griffiths Dicks (* 6. Oktober 1978) ist ein australischer Segler. Bekannt wurde er dafür, dass er 1996 als zu diesem Zeitpunkt jüngste Person non-stop und einhand die Welt umrundete.
Für seinen Rekord David Dicks am 26. Februar 1996 den Hafen von Fremantle in Australien und kehrte nach der Weltumsegelung am 17. November 1996 dorthin zurück.  Für diese Umsegelung verwendete er eine auf den Namen Seaflight getaufte S & S 34, wie sie unter anderem auch von Jon Sanders, Jesse Martin und Jessica Watson für ihre Weltumsegelungen verwendet wurden. Bei seiner Ankunft am 17. November war David Dicks 18 Jahre und 41 Tage alt.
1999 erhielt Dicks die Medal of the Order of Australia und im Jahr 2000 die Australian Sports Medal.